# Чорна котяча акула японська
Чорна котяча акула японська (Apristurus japonicus) — акула з роду Чорна котяча акула родини Котячі акули.

## Опис
Загальна довжина досягає 71 см. Голова витягнута. Морда коротка та широка, сплощена зверху. Очі маленькі, становлять 3 % довжини усього тіла, з кліпальною перетинкою. Надочний сенсорний канал переривчастий. Ніздрі дуже широкі, в 1,4 рази більші від відстані між ніздрями. Верхні губні борозни подовжені. Рот зігнутий та вузький. Зуби дрібні, з високою та гострою центральною верхівкою, та двома низькими боковими верхівками. Має 5 пар помірно довгих зябрових щілин, кожна з них перевищує ширину ока. Тулуб тонкий, що звужується до голови. Шкіряна луска гладенька. Кількість витків спірального клапана — 13-22. Має 2 маленьких спинних плавці. Задній спинний плавець трохи більший від переднього. Черевна частина дуже подовжена. Анальний плавець довгий, тягнеться від черевних плавців до хвостового, а також доволі високий. Хвостовий плавець короткий та вузький. Верхня лопать значно більше розвинена, ніж нижня.
Забарвлення темно-коричневе, майже чорне.

## Спосіб життя
Тримається на глибині 600—800 м. Доволі повільна й малоактивна акула. Полює на здобич біля дна, є бентофагом. Живиться донними безхребетними, переважно креветками, а також дрібною костистою рибою.
Статева зрілість у самців досягається при розмірі 51 см, самиць — 55 см. Це яйцекладна акула. Самиця відкладає 1-2 яйця.
Є об'єктом вилову. М'ясо вживається в їжу, також виробляється риб'ячий жир та борошно.

## Розповсюдження
Мешкає біля узбережжя Японії (від префектури Фукусіма до Тіба біля о. Хонсю) та островів Рюкю.